# Verneshot
Ein Verneshot (dt. etwa Verne-Ausstoß, Verne-Schuss oder Verne-Eruption, benannt nach dem französischen Autor Jules Verne) ist nach der Hypothese einer Arbeitsgruppe um den amerikanischen Geologen Jason Phipps Morgan (damals am GEOMAR in Kiel, heute an der Cornell University in Ithaca, NY) eine vulkanische Eruption, die durch massiven Druckaufbau von Gas unterhalb der Erdkruste eines Kratons entsteht. Ein solches Ereignis könnte der Theorie zufolge genügend Energie freisetzen, um große Mengen von Material aus der Erdkruste und dem Erdmantel in eine suborbitale Flugbahn zu befördern.

## Verbindung zu massenhaftem Artensterben in der Erdgeschichte
Verneshots wurden von Morgan und seinen Kollegen als mögliche Ursache vorgeschlagen, um das statistisch unwahrscheinliche gemeinsame Auftreten von Flutbasalt, Massenaussterben und Hinweisen auf Meteoriten-Einschläge (wie etwa Deformation der Kristallstruktur, Schockquarz und Anomalien in der Konzentration von Iridium, die traditionell als eindeutige Hinweise auf einen Impakt gelten) zu erklären.
Die Theorie der Verneshots nimmt an, dass ein Mantelplume Hitzebildung und die Entstehung von Kohlendioxid unterhalb der kontinentalen Lithosphäre verursacht. Tritt eine Schwächung der darüberliegenden Kruste auf, etwa durch ein kontinentales Rifting, könnte das Gas explosionsartig freigesetzt werden und dabei möglicherweise eine Säule von Material aus Erdkruste und -mantel bis in Höhen oberhalb der Stratosphäre schicken. Es ist nicht geklärt, ob eine solche Säule dabei intakt bleiben kann oder ob sie in kleinere Teile zerfällt, bevor sie wieder auf der Erde aufschlägt. Die Röhre in der Erde, durch die Magma und Gas entwichen ist, würde während des Vorgangs kollabieren und dabei Schockwellen in Überschallgeschwindigkeit aussenden, die den sie umgebenden Kraton dabei deformieren.
Das Ereignis eines Verneshot hätte dann vermutlich eine Verbindung zu einem in seiner Nähe auftretenden Flutbasalt-Ereignis, das vor, während oder nach dem Verneshot eintritt. Diese Verbindung wäre damit eine Hilfe, Belege für die Auswirkungen von Verneshots zu suchen. Da andererseits aber eine hohe Wahrscheinlichkeit gegeben ist, dass der Großteil der Belege unterhalb des Flutbasalts begraben ist, sind solche Untersuchungen schwierig. Morgan et al. haben vorgeschlagen, dass Schwereanomalien, die unterhalb des Dekkan-Trapp gefunden wurden, die Anwesenheit von Verneshot-Röhren andeuten könnten, die möglicherweise im Zusammenhang mit dem Massenaussterben an der Kreide-Paläogen-Grenze (K-P-Grenze) stehen.
Falls der Dekkan-Trapp der Ort eines Verneshot an der K-P-Grenze wäre, könnte der plötzlich starke Anstieg an Iridium zum Zeitpunkt der K-P-Grenze durch die iridiumreiche Natur des Réunion-Mantelplume erklärt werden, welcher sich zur Zeit unterhalb des Vulkans Piton de la Fournaise befindet, der sich aber zum Ende der Kreidezeit unterhalb Indiens, in der Gegend des Dekkan-Trapps befand. Der Verneshot hätte potenziell das Iridium weltweit verteilen können. Morgan weist allerdings in seinem Artikel darauf hin, dass es unwahrscheinlich ist, dass ein Dekkan-Réunion-Verneshot die Strecke bis Chicxulub überwunden haben könnte, ohne dabei in mehrere Stücke zu zerbrechen. Bei einem Verneshot müssten also neben dem Chicxulub-Einschlagskrater noch weitere kleinere Krater existieren, solche wurden jedoch bisher nicht gefunden. Der Chicxulub-Impakt und das Dekkan-Flutbasalt Ereignis traten also wohl in der Tat zufällig zur gleichen Zeit auf.

## Verneshots von kleinerem Ausmaß
Kleinere Verneshots wurden von der Arbeitsgruppe um Phipps Morgan als mögliche Ursache der Entstehung von Kimberlit-Röhren (Schloten) genannt, die sich entlang von Schwächezonen der Erdkruste ziehen, die ihrerseits wiederum Resultat von größeren Verneshots sein könnten.
Es wurde vorgeschlagen, dass das Tunguska-Ereignis im Jahr 1908 tatsächlich der mögliche Ort eines jüngeren Verneshot-Ereignisses war. Der Ort, an dem das Ereignis stattfand, befindet sich mitten im sibirischen Trapp, einem großen Gebiet magmatischen Gesteins, das sich an der Wende Perm/Trias gebildet hat (zu diesem Zeitpunkt fand das größte bekannte Massenaussterben der Erdgeschichte statt, bei dem 75 % der an Land lebenden und 95 % der marinen Invertebraten ausstarben, siehe Perm-Trias-Grenze). Interessanterweise vermuten jüngere Arbeiten eine zirkuläre Senke unterhalb des Trapps, genau wie sie das Verneshot-Modell vorhersagen würde.
Im Verneshot-Modell würde die kratonische Kruste unterhalb dieser Region ein Schwachpunkt bleiben, der die Entstehung einer Kimberlit-Röhre oder eines Mikro-Verneshots ermöglichte, also eines Ausbruchs vulkanischen Gases, das sich anschließend entzündete. Jedoch ist diese Theorie umstritten und nur als mögliches Beispiel eines Verneshots aufgeführt.
Weniger drastische Felseneruptionen wurden 2003 nach einem Erdbeben dokumentiert, das 1999 in Zentraltaiwan stattgefunden hat.

## Geschichtliches
1865 erschien Jules Vernes Roman Von der Erde zum Mond. In diesem Roman kam das Konzept eines ballistischen Flugkörpers vor, der den Bereich der Erdanziehungskraft verlässt. Von diesem Roman leiteten Phipps Morgan et al. den Namen „Verneshot“ ab und verwendeten ihn in ihrem Artikel, in welchem sie die Theorie großer Gasausstöße und deren Verbindung zu Ereignissen von Massenaussterben vorstellten.